# Psychotria ownbeyi
Psychotria ownbeyi là một loài thực vật có hoa trong họ Thiến thảo. Loài này được Standl. ex C.M.Taylor miêu tả khoa học đầu tiên năm 1994.